# Gokwe
Gokwe est une ville du Zimbabwe située dans la province des Midlands. Sa population est estimée à 19 866 habitants en 2007.

## Source
- (en) Cet article est partiellement ou en totalité issu de l’article de Wikipédia en anglais intitulé « Gokwe centre » (voir la liste des auteurs).